# Raúl Alcaíno
Raúl Abraham Alcaíno Lihn (né le 24 juin 1953 à Santiago), est un ingénieur civil, un journaliste et un homme politique chilien. Il est maire de Santiago de 2004 à 2008.

## Biographie

### Jeunesse et formation
Né à Santiago du Chili, il est le fils de l'ingénieur Raúl Alcaíno Silva, ancien maire de San Miguel, et de Nieves Lihn Carrasco, sœur du poète Enrique Lihn Carrasco. Il étudie à l'école allemande de Santiago jusqu'en 1968, quand il rejoint l'École navale Arturo Prat, où il reste pendant deux ans jusqu'à l'obtention de son diplôme pour entrer à l'École d'ingénierie de l'université du Chili, dont il sort diplômé en 1979. 
Marié en secondes noces en 2009 avec la journaliste Carmen Gloria López, il a trois filles : Esperanza, Nieves et Elisa Alcaíno Cueto.

### Carrière professionnelle
Il commence sa carrière au sein de la société de construction Resiter Ltda avec l'homme d'affaires Álvaro Fischer. Peu de temps après, il crée Resiter y Cía, une entreprise spécialisée dans la gestion des déchets environnementaux, en même temps qu’elle se consacre au secteur immobilier. À cette époque, il s'associe également à un groupe de médecins pour inaugurer la clinique Las Nieves, dont il est administrateur pendant deux ans. Il est également directeur de l'Institut des ingénieurs du Chili, conseiller du Collège des ingénieurs du Chili, président de la spécialité industrielle du Collège des ingénieurs du Chili, directeur du Chili auprès de l'Union panaméricaine des ingénieurs (UPADI), président du club de golf Valle Escondido et directeur de LAN Chile . 
En tant qu'entrepreneur, il participe en tant que partenaire de différentes sociétés, telles que Rister Argentina SA, Resinas y Terpenos Rister SA, Azul Asesoría Ltda., Inversores VAR-CO Ltda. Et Inversiones Casablanca. Il est également directeur de la Société des transports du climat Ltda., Affacturage PME et du Centre culturel Balmaceda et président de Sandrico SA et Le Grand Chic Ltda. 
Alcaíno reçoit le prix du meilleur ingénieur industriel, décerné par le Collège des ingénieurs du Chili, et le prix du créateur d'entreprises de l'année, décerné par la Fondation du Chili.

### Télévision
En 1991, il entreprend une longue carrière à la télévision, d'abord sur La Red, puis sur Canal 13, où il présente plusieurs émissions, dont notamment Noche de ronda el lunes sin falta, et sur Chilevisión où il anime Amigas y Amigos.

### Carrière politique
En 2004, il est nommé candidat indépendant au poste de maire de la commune de Santiago, au sein de la coalition Alliance pour le Chili, et soutenu par le maire sortant, Joaquín Lavín. La lutte électorale est décrite par ce dernier comme « la mère de toutes les batailles » en raison du fait que la commune de Santiago est une communauté électorale emblématique. Le 31 octobre, il affronte le candidat de la Concertation Jorge Schaulsohn, membre du Parti pour la démocratie (PPD). Après une lutte acharnée dans les médias, Raúl Alcaíno l'emporte. Felipe Alessandri est alors l'un de ses plus proches collaborateurs.
| Candidat                 | Alliance               | Parti | Votes  | %     |
| ------------------------ | ---------------------- | ----- | ------ | ----- |
| Raúl Alcaíno Lihn        | Alliance pour le Chili | Ind.  | 53 063 | 49,04 |
| Jorge Schaulsohn Brodsky | Concertation           | PPD   | 49 531 | 45,78 |
| Amaro Labra Sepúlveda    | Juntos Podemos         | Ind.  | 5 606  | 5,18  |

En 2008, il décide de ne pas se représenter.